# Seo Hye-won
Seo Hye-won (en hangul, 서혜원; nacida el 22 de noviembre de 1993) es una actriz surcoreana, conocida sobre todo por sus papeles en las series True Beauty, Aun así y Propuesta laboral.
 

## Carrera
Seo Hye-won es conocida sobre todo por su intervención con papeles de reparto en series de televisión, en particular True Beauty, Aun así y Propuesta laboral.
En esta última serie interpreta el papel de Jo Yoo-jung, directora de Marine Group y prima de Jin Young-seo, a la que secretamente envidia. Aparte de esta serie, en 2022 ha multiplicado su presencia en otras de éxito, como Alquimia de almas (donde interpreta el papel de una carterista que tiene un altercado con un matón y se salva finalmente gracias a la intervención de la protagonista), y un episodio de Woo, una abogada extraordinaria, con el papel de una testigo en una demanda judicial que resulta tener intereses ocultos en su resolución.
La actriz está representada por la agencia Starbase Management Group.

## Filmografía

### Cine
| Año   | Título                              | Hangul                         | Papel       | Ref.  |
| ----- | ----------------------------------- | ------------------------------ | ----------- | ----- |
| 2021  | Whispering Corridors 6: The Humming | 여고괴담 여섯번째 이야기: 모교 | Ahn Mi-sook | [ 5 ] |
| Próx. | Oh, well done!                      | 참, 잘했어요!                  |             | [ 6 ] |

### Series de televisión
| Año  | Título                               | Papel          | Canal             | Notas               | Ref.                 |
| ---- | ------------------------------------ | -------------- | ----------------- | ------------------- | -------------------- |
| 2018 | Just One Bite                        | Im Soo-ji      | Naver             | Serie web           | [ 7 ]                |
| 2018 | Just One Bite: Pilot                 | Im Soo-ji      | Naver             | Serie web           | [ 7 ]                |
| 2018 | Replaylist                           | Im Soo-ji      | Naver             | Serie web           |                      |
| 2018 | My Strange Hero                      | Kim Bo-kyung   | SBS               | Episodio n.º 8      |                      |
| 2019 | Re-Feel                              | Im Soo-ji      | Naver             | Serie web           |                      |
| 2019 | Just One Bite Season 2               | Im Soo-ji      | Naver             | Serie web           | [ 8 ]                |
| 2019 | Welcome 2 Life                       | Ring           | MBC               |                     | [ 9 ]                |
| 2020 | Team Bulldog: Off-Duty Investigation | Cho So-yoo     | OCN               |                     |                      |
| 2020 | True Beauty                          | Park Ji-hee    | tvN               | Episodios n.º 13-14 |                      |
| 2021 | Mad for Each Other                   | Mujer creyente | Kakao TV, Netflix | Serie web           | [ 10 ]               |
| 2021 | Aun así                              | Jang Se-young  | JTBC              |                     | [ 11 ]               |
| 2021 | Jirisan                              | Hong Young-mi  | tvN               | Episodio n.º 2      |                      |
| 2021 | Let Me Be Your Knight                | Jung Ba-reun   | SBS               |                     | [ 12 ]               |
| 2022 | Propuesta laboral                    | Cho Yoo-jung   | SBS               |                     | [ 1 ] [ 2 ]          |
| 2022 | Alquimia de almas                    | So-yi          | tvN, Netflix      |                     | [ 13 ]               |
| 2022 | Bloody Heart                         | Hyang-yi       | KBS2              |                     | [ 14 ]               |
| 2022 | Woo, una abogada extraordinaria      | Chae Da-hye    | ENA               | Episodio n.º 11     | [ 3 ]                |
| 2022 | May I Help You                       | Yoo So-ra      | MBC               |                     | [ 15 ]               |
| 2024 | Queen of Divorce                     | Kang Bom       | JTBC              |                     | [ 16 ] [ 17 ] [ 18 ] |
| 2024 | Lovely Runner                        | Lee Hyun-joo   | tvN               |                     |                      |
| 2025 | Exploradora del amor                 | Oh Kyung-hwa   | SBS               |                     | [ 19 ] [ 20 ]        |
| 2025 | Si la vida te da mandarinas...       | Yang Gyeong-ok | Netflix           | Serie web           | [ 21 ]               |
| 2025 | Kick Kick Kick Kick                  | Seo Hye-won    | KBS2              | Aparición especial  | [ 22 ] [ 23 ]        |
| 2025 | Primavera de juventud                | Bae Gyu-ri     | SBS               |                     | [ 24 ] [ 25 ]        |

## Otras actividades

### Variedades televisivas
| Año  | Programa         | Hangul            | Función             | Canal        | Notas       | Ref.   |
| ---- | ---------------- | ----------------- | ------------------- | ------------ | ----------- | ------ |
| 2024 | SNL Korea Reboot | SNL 코리아 리부트 | Miembro del reparto | Coupang Play | Temporada 6 | [ 20 ] |